# チャノ・ポソ
チャノ・ポソ（Chano Pozo、1915年1月7日 - 1948年12月2日）は、キューバ共和国ハバナ出身のパーカッショニスト。コンガ奏者（コンゲーロ）としてよく知られ、ラテン・ジャズの発展に貢献する。
スペル上、「Pozo」を「ポゾ」と日本語表記されやすいが、原音表記は「ポソ」である。

## 略歴
1915年1月7日、キューバのハバナに生まれる。
1947年にニューヨークに移り、ディジー・ガレスピーと出会う。ガレスピーのビッグバンドと演奏し、「Cubana Be」「Cubana Bop」「Tin Tin Deo」「Manteca（マンテカ）」といった作品を残す。「Tin Tin Deo」と「Manteca」の2曲は、ガレスピーとの共作である。
しかし、粗暴な性格がたたり、1948年12月2日、金銭トラブルからニューヨーク・ハーレムのバーで諍いとなり、銃により殺害された。33歳の若さであった。
孫のホアキン・ポソもコンゲーロとして知られる。

## ディスコグラフィ

### 参加アルバム
- ディジー・ガレスピー : The Complete RCA Victor Recordings (1995年、Bluebird)
- イリノイ・ジャケー & ベン・ウェブスター : The Kid and the Brute (1955年、Clef)
- マチート : Ritmo Caliente (2002年、Proper)
- チャーリー・パーカー & ディジー・ガレスピー : Diz 'n' Bird at Carnegie Hall (1997年、Roost)